# Isla de San Andrés (España)
La isla de San Andrés es una pequeña isla del mar Mediterráneo perteneciente al término municipal de Carboneras, situada frente al pueblo homónimo, en la costa de la provincia de Almería, Andalucía, España. El 1 de octubre de 2003 fue declarada monumento natural por la Junta de Andalucía.
Es accesible desde los puertos de Carboneras y Agua Amarga y la profundidad máxima de sus aguas es de 10 mbnm.

## Patrimonio natural
Se trata de dos islotes («isla Grande» e «isla Chica») de origen volcánico frente a las costas de Carboneras, a 400 m de la playa de la Puntica, colindante con el parque natural del Cabo de Gata-Níjar.
El principal valor natural radica en la riqueza de sus fondos marinos. El color oscuro de sus cristalinas aguas se debe a las considerables praderas de posidonia oceánica que rodean el fondo de los islotes.
Los fondos son agrestes y en ellos puede observarse la existencia de un cráter volcánico. Existen gran cantidad de grutas y grietas en las paredes rocosas que dan cabida a una gran variedad de especies marinas típicas del Mediterráneo. Son abundantes castañuelas (Chromis chromis), doncellas (Coris julis), espetones (Sphyraena sphyraena), meros (Epinephelus guaza), mojarras (Diplodus vulgaris), obladas (Oblada melanura), sargos (Diplodus cervinus) y tordos (Symphodus tinca). 
Muchas aves marinas aprovechan la abundancia de peces. Entre las más numerosas se cuentan gaviotas (familia Laridae), charranes (familia Sternidae) y golondrinas de mar (familia Sternidae).
La vegetación en la superficie de los islotes es escasa y está ligada a la flora costera.